# Harry Hannus
Harry Hannus (né le 20 décembre 1949 à Porvoo) est un coureur cycliste finlandais.

## Palmarès sur route
- 1967
  -  Champion de Finlande du contre-la-montre juniors
  - Imatran Ajot
- 1969
  - 10e étape de la Milk Race
  - Eläintarha Ajot
  - Maantie Cup
- 1971
  -  Champion de Finlande du contre-la-montre
  - Maantie Cup
  - 2e du championnat des Pays nordiques sur route
  - 2e du championnat de Finlande sur route
  - 3e du championnat des Pays nordiques du contre-la-montre par équipes
- 1972
  -  Champion de Finlande sur route
  -  Champion de Finlande du contre-la-montre
  - Porvoon Ajot
  - Maantie Cup
  - Kokkolan Ajo
  - 2e du championnat des Pays nordiques sur route
- 1973
  -  Champion de Finlande sur route
  -  Champion de Finlande du contre-la-montre
  - Porvoon Ajot
  - Hyrylän Ajot
  - Pyörä-Union Korttelit
  - Maantie Cup
  - 6e du championnat du monde sur route amateurs
- 1974
  - Champion des Pays nordiques sur route
  -  Champion de Finlande sur route
  -  Champion de Finlande du contre-la-montre
  - Porvoon Ajot
  - Pyörä-Union Korttelit
  - Vesijärven Ympäriajo
  - Maantie Cup
- 1975
  -  Champion de Finlande du contre-la-montre
  - 3e étape des Six Jours de Suède
  - Porvoon Ajot
  - Fellmanin Ajot
  - Hämeen Pyörärinki
  - Maantie Cup
  - 2e du Berliner Etappenfahrt
- 1976
  -  Champion de Finlande du contre-la-montre
  - Porvoon Ajot
  - Siuntion Ajot
  - Hämeen Pyörärinki
  - Maantie Cup
- 1977
  - Porvoon Ajot
  - Hämeen Pyörärinki
  - Turun Sanomien kortteliajot
  - 3e du Berliner Etappenfahrt
  - 4e du championnat du monde sur route amateurs
- 1978
  -  Champion de Finlande sur route
  -  Champion de Finlande du contre-la-montre
  - Porvoon Ajot
  - Turun Sanomien Kortteliajot
  - Maantie Cup
- 1979
  -  Champion de Finlande sur route
  -  Champion de Finlande du contre-la-montre
  - Maantie Cup
  - 3e du championnat des Pays nordiques sur route
  - 3e du championnat de Finlande sur route
- 1980
  - Porvoon Ajot
  - Berliner Etappenfahrt
  - Maantie Cup
  - 3e du championnat des Pays nordiques du contre-la-montre par équipes
  - 7e du contre-la-montre par équipes aux Jeux olympiques
- 1981
  -  Champion de Finlande du contre-la-montre
- 1982
  - Champion des Pays nordiques du contre-la-montre par équipes (avec Patrick Wackström, Harri Juhani Hedgren et Kari Myyryläinen)
  -  Champion de Finlande sur route
  -  Champion de Finlande du contre-la-montre
- 1983
  - Porvoon Ajot
  - Turun Sanomien Kortteliajot
  - 5e étape du Berliner Etappenfahrt
  - 3e du championnat des Pays nordiques du contre-la-montre par équipes
- 1984
  -  Champion de Finlande sur route
  - Hyrylän Ajot

## Palmarès sur piste

### Championnats nationaux
- 1972
  -  Champion de Finlande de poursuite individuelle
- 1975
  -  Champion de Finlande de poursuite individuelle
- 1976
  -  Champion de Finlande de poursuite individuelle
  -  Champion de Finlande de poursuite par équipes (avec Patrick Wackström et Sixten Wackström)
- 1977
  -  Champion de Finlande de poursuite individuelle
- 1978
  -  Champion de Finlande de poursuite individuelle
  -  Champion de Finlande de poursuite par équipes (avec Patrick Wackström et Sixten Wackström)
- 1982
  -  Champion de Finlande de poursuite par équipes (avec Patrick Wackström et Stefan Wackström)